# Años 420 a. C.
Los años 420 antes de Cristo transcurrieron entre los años 429 a. C. y 420 a. C. 

## Acontecimientos
- 429 a. C.: en la Antigua Atenas muere Pericles.
- 428 a. C.: Tercera invasión del Ática dentro de la guerra del Peloponeso.
- 427 a. C. (diciembre): en la costa norte del mar de Mármara, en la aldea Heraclea Perinto (de colonos de la isla de Samos) se registra un terremoto, sin más datos.
- 427 a. C.: en Esparta, Agis II se convierte en rey a la muerte de su padre, Arquidamo II.
- 427 a. C.: Cuarta invasión del Ática en el curso de la guerra del Peloponeso.
- 427 a. C.: Atenas sofoca la revuelta de la ciudad de Mitilene, ciudad de la isla de Lesbos.
- 427 a. C.: Esparta toma Platea, aliada de Atenas, y aniquila a todos sus habitantes.
- 427 a. C.: Guerra civil de Córcira.
- 427 a. C.: Atenas toma Minoa.
- 427 a. C.: Los leontinos, aliados de la ciudad de Catania (Sicilia), en su lucha contra Siracusa solicitan ayuda a Atenas, quienes envían a los generales Laques y Careádes, al mando de una flota de 20 trirremes.
- 427 a. C. (aproximadamente): nace el filósofo griego Platón.
- 427 a. C.: fallece el rey espartano Arquidamo II.
- 427 a. C.: fallece el filósofo griego Anaxágoras.
- 427 a. C.: nace el sexto emperador de Japón, Kōan.
- 426 a. C.: purificación de Delos por parte de los atenienses
- 426 a. C.: el almirante Demóstenes, fracasa al tratar de invadir la isla de Léucade y con posterioridad Etolia y debe buscar refugio en el puerto mesenio de Naupacto.
- 426 a. C.: los espartanos son derrotados por Demóstenes cuando trataban de invadir Acarnania.
- junio de 426 a. C.: en la isla de Eubea, cerca de Atenas (Grecia), se registra un terremoto generando un tsunami.[1]

- 425 a. C.: quinta invasión del Ática en el curso de la guerra del Peloponeso. Ocupación de Pilos, en el Peloponeso.
- 425 a. C.: los atenienses, al mando de Cleón, capturan a un ejército espartano en la isla de Esfacteria.
- 425 a. C.: Eurípides estrena su tragedia Andrómaca.
- 425 a. C.: Los acarnienses, de Aristófanes.
- 425 a. C.: Artajerjes III Oco, rey aqueménida (m. 338 a. C.)
- 425 a. C.: Heródoto, historiador griego (fecha aproximada; n. 484 a. C.).

- 424 a. C. (21 de marzo): en Atenas se observa un eclipse solar.[2]
- 424 a. C.: el estratego Nicias toma la isla espartana de Citera.
- 424 a. C.: el ateniense Cleón toma Nisea, puerto de Megara.
- 424 a. C.: los espartanos, bajo la dirección del general Brásidas, logran expulsar a los atenienses de Nisea, para posteriormente cruzar Tesalia y Macedonia y llegar hasta la Calcídica.
- 424 a. C.: las ciudades calcídicas de Acanto y Estagira hacen defección de la Confederación de Delos.
- 424 a. C.: los atenienses invaden Beocia y son derrotados por los tebanos en Delio (santuario de Apolo). Sócrates sobrevive a la masacre de las tropas atenienses.
- 424 a. C.: Jerjes II, hijo de Darío II Oco (sátrapa de Hircania se convierte en rey del Imperio aqueménida.
- 424 a. C.: fallece el rey persa Artajerjes I.
- 424 o 425 a. C.: fallece el historiador Heródoto.
- 424 a. C.: fallece el estratego ateniense Hipócrates.
- 424 a. C.: Sitalces, rey de los tracios odrisios, es asesinado por los tracios tribalios.
- 424 a. C.: se exilia el historiador Tucídides.
- 424 a. C.: Aristófanes escribe Los caballeros.
- 423 a. C.: el general espartano Brásidas ―con la ayuda de Pérdicas II (rey de Macedonia)― conquista Anfípolis, defendida por el historiador Tucídides.
- 423 a. C.: El espartano Brásidas se apodera de las ciudades de Galepso y Torone, tributarias de Atenas. Los atenienses se fortifican en Eyón, en la desembocadura de río Estrimón.
- 423 a. C.: Jerjes II es asesinado por su medio hermano Sogdiano, que se proclama rey.
- 423 a. C.: Darío II Ocos, hijo ilegítimo de Artajerjes I, ejecuta a Sogdiano y sube al trono de Persia
- 423 a. C.: en Sicilia se firma la Paz de Gela. Fin de la guerra entre Siracusa y Catania.
- 423 a. C.: Ostracismo del estratego e historiador ateniense Tucídides, quien aprovechará el exilio para escribir la Historia de la Guerra del Peloponeso.
- 423 a. C.: el griego Aristófanes estrena Las nubes.
- 422 a. C.: las ciudades de Escíone y Mende, en la península de Palene, hacen defección de La Confederación de Delos.
- 422 a. C.: los espartanos (dirigidos por su general Brásidas) vencen a los atenienses (dirigidos por el general ateniense Cleón) en la batalla de Anfípolis. Ambos generales mueren en la batalla. El filósofo Sócrates (de 50 años de edad) interviene en la batalla.
- 422 a. C.: Nicias (del partido oligarca) e Hipérbolo (del partido demócrata) asumen el liderazgo ateniense a la muerte de Cléon.
- 422 a. C.: Aristófanes escribe Las avispas.
- 422 a. C.: muerte de Empédocles.
- 421 a. C.: en la Antigua Grecia, los atenienses capturan la ciudad de Sición y ejecutan a sus habitantes.
- 421 a. C.: el rey espartano Plistoanacte y el estratego ateniense Nicias firman la Paz de Nicias. Los prisioneros espartanos de Esfacteria son devueltos. Anfípolis se independiza de la Liga de Delos. Fin de la guerra arquidámica, primera fase de la guerra del Peloponeso.
- 421 a. C.: Aristófanes escribe La paz.
- 421 a. C.: en la República romana, los plebeyos acceden a la cuestura.